# Casacorba
Casacorba è una frazione del comune di Vedelago, in provincia di Treviso.

## Geografia fisica
Il territorio della frazione, che si estende a sudest del capoluogo comunale, è completamente pianeggiante, con altitudini comprese attorno ai 30 m s.l.m.
È una zona notevole dal punto di vista idrografico: è compresa nella fascia delle risorgive da cui nasce, fra gli altri, il Sile. Le sorgenti si inseriscono in un peculiare ambiente umido (ridotto in seguito a varie opere di bonifica) protetto dal parco naturale regionale del Fiume Sile.

## Monumenti e luoghi d'interesse

### Chiesa di Santa Fosca
La parrocchiale del paese è citata sin dal 1181 come cappella sottoposta direttamente al capitolo della diocesi di Treviso. In seguito dipese dalla parrocchia di Albaredo, assumendo piena autonomia nel 1757.
L'attuale chiesa fu eretta tra il 1738 e il 1741 e dedicata dal vescovo di Treviso Paolo Francesco Giustiniani nel 1777.
Secondo i più accreditati storici, Lorenzo Cricco (1833)  Agnoletti (1888)  Fapanni (1893)  Camillo Semenzato (1957) Antonio Massari (1971), l'edificio sarebbe stato progettato dal celebre Giorgio Massari mentre Domenico Maria Federici la ritiene piuttosto del capomastro Pietro Cappellaro di Levada (sicuramente direttore dei lavori come nella chiesa di Torreselle di certa paternità di Giorgio Massari). Delle opere conservate, si ricordano la pala dell'altar maggiore (un tempo attribuita a Giovanni Bonagrazia, ma più probabilmente opera di un anonimo veneto del XVIII secolo) e la pala dell'altare a destra, dipinto firmato e datato da Giacomo Galletti (o Galbetti) nel 1677.
Secondo la tradizione, a partire dal 1717 un prete di Casacorba scrisse, ispirandosi ai discorsi dei parrocchiani uditi sotto l'ombra del grande Celtis australis ("s-cieson" in dialetto locale) che cresceva davanti alla chiesa, l'almanacco "Schieson de Casacorba". A questo primo almanacco si ispirò Giovanni Anastasio Pozzobon per il proprio Schieson Trevisan.

## Infrastrutture e trasporti

### Strade
Appena a nord del paese transita la SP 5 "Castellana" che collega Salvatronda a Quinto di Treviso.

### Ferrovie
A nord di Casacorba transita la ferrovia Vicenza-Treviso, ma la stazione più vicina è quella di Albaredo.